# Vara (plaats in Estland)
Vara (Duits: Warrol) is een plaats in de Estlandse gemeente Peipsiääre, provincie Tartumaa. De plaats heeft 352 inwoners (2021) en heeft de status van dorp (Estisch: küla).
Tot in oktober 2017 was Vara de hoofdplaats van de gemeente Vara. In die maand werd deze gemeente bij de gemeente Peipsiääre gevoegd.

## Geschiedenis
In 1496 werd het landgoed Vara voor het eerst genoemd onder de naam Warral. Van een nederzetting op het landgoed is voor het eerst sprake in de 16e eeuw. In 1921 werd Vara genoemd als dorp. Het landgoed was achtereenvolgens in handen van drie Baltisch-Duitse families: von Tiesenhausen, Wrangel en Sievers. De laatste eigenaar voordat het landgoed in 1919 werd onteigend door het net onafhankelijk geworden Estland, was Paul von Sievers.
In 1809 bouwde de familie Wrangel een landhuis, dat in 1851 werd verbouwd. Het landgoed raakte in verval in de jaren tachtig van de 20e eeuw en is sinds het begin van de 21e eeuw niet meer dan een ruïne. Van de bijgebouwen is de klokkentoren bewaard gebleven, maar deze verkeert ook niet meer in optimale staat.
In 1977 werd het buurdorp Kaarli bij Vara gevoegd.
De kerk van Vara, gewijd aan Birgitta van Zweden, bevindt zich in het buurdorp Kuusiku.